# Zygnemopsis minuta
Zygnemopsis minuta é uma espécie de alga pertencente à família Zygnemataceae.
A autoridade científica da espécie é Randhawa, tendo sido publicada em Genus Zygnemopsis in Northern India. Proceedings of the Indian Academy of Sciences, Section B 5: 297-314, no ano de 1937.
Trata-se de uma espécie de água doce, com registo de ocorrência em Portugal.
O epíteto específico minuta advém do latim, significando "muito pequena".